# One Two Three
《One Two Three》是日本女子組合E-girls的第2张单曲，於2012年4月18日由rhythm zone发售。

## 概要
- 與前作相同，E-girls全員均有選拔並參與。
- EGD的木津玲奈和須田安娜首次選拔並參與的單曲
- A面曲 《One Two Three》是Samantha Thavasa《Samantha Thavasa Resort Golf & Travel》電視廣告歌曲、朝日電視台「musicる TV」2012年4月份片尾曲和OPA「Oh! Bargain」電視廣告歌曲。
- B面曲《我回來了!》是富士電視台「ウチくる!?」2012年4月份片尾曲
- 此單曲有2個版本，分別有「CD+DVD」和「CD ONLY」。「CD+DVD」收錄了《One Two Three》的Music Video和《E-Girls Anthem》的片段。
- 在4月30日於公信榜单曲週排行榜取得第12位。

## 選拔成員

### One Two Three
- 螢光字為主唱
  - Dream：Shizuka、Aya、Ami、Erie
  - Happiness：SAYAKA、楓、藤井夏戀、MIYUU、YURINO、杉枝真結
  - Flower：水野繪梨奈、藤井萩花、重留真波、中島美央、鷲尾伶菜、武藤千春、市來杏香、坂東希、佐藤晴美
  - EGD：木津玲奈、須田安娜

在選拔名單中，第一次入選選拔組的有木津玲奈與須田安娜兩人，而與前一張單曲《Celebration!》的選拔名單比較，市來杏香落選主唱位置。Sayaka和MIMU因已離隊而沒有在選拔名單上

### 我回來了!
- 主唱：Shizuka、Aya、藤井夏戀、杉枝真結、鷲尾伶菜、武藤千春

## 收錄内容

### CD+DVD
CD
1. One Two Three
（作詞:Yosuke Nimbari・Shoko Fujibayashi、作曲:ArmySlick・Yosuke Nimbari）
2. E-Girls Anthem
3. One Two Three (Instrumental)

DVD
1. One Two Three（Music Clip）
2. E-Girls Anthem（Live from EXILE LIVE TOUR 2011 TOWER OF WISH ～祈願之塔～ ）
3. One Two Three（Making）

### CD Only
1. One Two Three
2. 我回來了!（ただいま！）
（作詞:Masato Odake、作曲:UTA (Tiny Voice Production)）
3. E-Girls Anthem
4. One Two Three (Instrumental)
5. 我回來了! (Instrumental)